# 浅井圓道
浅井 圓道（浅井 円道、あさい えんどう、1927年2月18日 - 2004年9月8日）は、日蓮宗僧侶・仏教学者。

## 経歴
東京市（現大田区）に浅井圓照の長男として生まれる。幼名・立治。長崎市に移り、1941年父は長崎市長照山晋山となり、1942年得度し圓道と改名。1945年3月佐賀高等学校卒、7月徴兵検査。長崎で原子爆弾に遭い負傷。1949年東京帝国大学文学部印度哲学科卒。1949-1952年身延山専門学校助教授。1951年東京大学大学院修士課程修了。1952年名古屋中部社会事業短期大学助教授、1954年立正大学仏教学部講師、1958年助教授、1966年立正大学短期大学部助教授、1970年 立正大学文学博士。1972年立正大学教授、73年『上古日本天台本門思想史』により望月学術賞受賞。75年日蓮宗権僧正、1987年僧正、2001年権大僧正。1977年立正大日蓮教学研究所副所長、1983年所長。1997年立正大を定年退任、名誉教授、1998-2001年身延山大学学長、教授、2002年退職。長照寺住職。

## 著書
- 『伝教大師』平楽寺書店 法華新書 1958
- 『上古日本天台本門思想史』平楽寺書店 1973
- 『観心本尊抄 仏典講座』大蔵出版 1982
- 『浅井圓道選集』全3巻 山喜房佛書林
  - 第1巻 日蓮聖人教学の探求 1997
  - 第2巻 日蓮聖人と天台宗 1999
  - 第3巻 日蓮聖人と真言教学 2004
- 『鈴木修学先生の南無妙法蓮華経』山喜房佛書林 2001
- 『私の開目抄』小松邦彰監修 関戸尭海責任編集 山喜房佛書林 2006

### 共編著・監修
- 『日本の思想4　日蓮集』田村芳朗編 勝呂信静共訳・注 筑摩書房 1969
  - 新装版『日本の仏教思想 日蓮』筑摩書房 1986 - 主な著作・書簡の対訳
- 『法華品類日蓮遺文抄』撰 山喜房仏書林 1988
- 『本覚思想の源流と展開 法華経研究』編 平楽寺書店 1991
- 『日蓮宗読経偈文全書 簡訳』1-2 監修 松村壽巖・関戸尭海編著 四季社 1999-2000
- 『日蓮宗読経偈文全書 簡訳』3 監修 釋潮興編著 四季社 2001
- 『一切経解題辞典』鎌田茂雄総監修 大南龍昇、戸田裕久、吉津宜英、頼富本宏共監修 大東出版社 2002

### 記念論文集
- 『日蓮教学の諸問題 浅井円道先生古稀記念論文集』平楽寺書店 1997

## 論文
- 淺井圓道「即身成佛門に關する法華思想史」『印度學佛教學研究』第5巻第1号、日本印度学仏教学会、1957年、118-119頁、CRID 1390282680355422848、doi:10.4259/ibk.5.118、ISSN 0019-4344。
- 淺井圓道「上古日本天台における本覺法門展開上の限界」『印度學佛教學研究』第16巻第1号、日本印度学仏教学会、1967年、30-37頁、CRID 1390001205375379072、doi:10.4259/ibk.16.30、ISSN 00194344。
- 浅井円道「「無作三身」考」『印度學佛教學研究』第18巻第1号、日本印度学仏教学会、1969年、103-109頁、CRID 1390001205374514048、doi:10.4259/ibk.18.103、ISSN 00194344。
- 浅井円道「日蓮の日本天台史観」『印度學佛教學研究』第20巻第2号、日本印度学仏教学会、1972年、534-540頁、CRID 1390001205375929216、doi:10.4259/ibk.20.534、ISSN 00194344。
- 浅井円道「宗祖における造語の妙とその意味」『日蓮教学研究所紀要』第5号、立正大学日蓮教学研究所、1978年3月、1-8頁、CRID 1050296818740652544、ISSN 02875373。
- 浅井円道「即身成仏論の成立と展開 (里見泰穏教授古稀記念号)」『棲神 : 研究紀要』第53号、身延山短期大学学会、1981年3月、9-18頁、CRID 1390572174483678336、doi:10.15054/00000760、ISSN 09103791。
- 浅井圓道「三大秘法の順序について」『日蓮教学研究所紀要』第17号、立正大学日蓮教学研究所、1990年3月、1-4頁、CRID 1050014104828621568、ISSN 02875373。
- 浅井円道「日蓮上人における仏勅と誓願」『日本佛敎學會年報』第60巻、日本佛敎學會、1995年、329-337頁、CRID 1390019204223334272、doi:10.15033/nbra.60.0_329、ISSN 0910-3287。
- 浅井圓道「日本天台法華仏教の成立とその特質 (深山正光教授退職記念号)」『身延論叢』第6巻、身延山大学仏教学会、2001年3月、29-44頁、CRID 1390290699506939008、doi:10.15054/00000247、ISSN 1342-2715。
- 浅井圓道「平成十四年一月二十二日 最終講義 我が教学研究五十年 (浅井圓道先生退職記念号)」『身延論叢』第7号、身延山大学仏教学会、2002年3月、17-34頁、CRID 1390572174483647872、doi:10.15054/00000237、ISSN 13422715。
- 浅井圓道「行学院日朝撰 補施集 例言」『東洋文化研究所 所報』第7号、身延山大学東洋文化研究所、2003年4月、1-28L、CRID 1390572174490203648、doi:10.15054/00000048、ISSN 13426605。
- 淺井圓道, 田村完爾「法華経を芯とした日本仏教 : 法華経の根本真理の立て方の変化」『日本仏教綜合研究』第2巻、日本仏教綜合研究学会、2004年、1-12頁、CRID 1390282681086785408、doi:10.20588/nbs.2.0_1、ISSN 1348-4850。